# Manlio Teodoro
Flavio Manlio Teodoro, anche Flavio Mallio Teodoro (latino: Flavius Mallius Theodorus; Mediolanum, ... – ...; fl. 397-399), è stato uno scrittore, grammatico e politico romano.

## Biografia
Di Manlio Teodoro è noto abbastanza, grazie al Panegyricus dedicatogli da Claudio Claudiano: di famiglia notabile, sappiamo che fu console dell'anno 399: il suo consolato avvenne sotto l'imperatore Onorio.
Prima di essere console fu anche Prefetto dal 397 al 399 con sede a Mediolanum-Aquileia. Qui Agostino di Ippona conobbe Teodoro, uno degli intellettuali platonici cristiani che aveva incontrato appunto a Milano e, quando si convertì al cristianesimo, scrisse un libro, De vita beata, dedicandolo proprio a lui, che a quel tempo si era ritirato dalla corte.

## Opere
Di lui resta un trattato di metrica, De metris, uno dei migliori pervenuti, e per questo molto conosciuto e studiato tra Medioevo e Rinascimento. Inoltre, sempre secondo Claudiano, fu un cultore di filosofia, astronomia e geometria e scrisse diverse opere su questi argomenti che, insieme al suo consolato, furono l'argomento del panegirico a lui dedicato da Claudiano.